# Женда
Женда е село в Южна България. То се намира в община Черноочене, област Кърджали.

## География
Село Женда се намира в района на Източните Родопи.

## Население
Численост и дял на етническите групи според преброяването на населението през 2011 г.:
|                     | Численост | Дял (в %) |
| Общо                | 68        | 100,00    |
| Българи             | 0         | 0,00      |
| Турци               | 68        | 100,00    |
| Цигани              | 0         | 0,00      |
| Други               | 0         | 0,00      |
| Не се самоопределят | 0         | 0,00      |
| Неотговорили        | 0         | 0,00      |

## Културни и природни забележителности
Дивечоловно стопанство „Женда“ е получило името си от едноименното родопско село, отстои на 259 км от столицата. Общата му площ е 16 118 ха, а релефът е нископланински, силно пресечен от множество долове. Билата са заоблени, а склоновете много стръмни и урвести. Надморската височина варира от 400 до 1100 м.
Благороден елен, елен лопатар, сърна, муфлон и дива свиня са основните представители на дивата фауна, които обитават постоянно или временно територията на „Женда“. Всяка година тук се отстрелват по 10-15 трофейно зрели животни от различните видове едър дивеч. Между 40 и 50 са животните – главно муфлон, дива свиня и елен лопатар, които се разселват в други райони на страната.